# Medyněk měkký
Medyněk měkký (Holcus mollis) je druh trav rodu medyněk (Holcus) čeledi lipnicovitých (Poaceae). Patří mezi vytrvalé byliny, a dorůstá výšky 30–80 centimetrů. Roste na úhorech, loukách a pastvinách, někdy i ve světlých lesích (často degradovaných). Od podobného medyňku vlnatého (Holcus lanatus) se liší pochvami, listovými čepelemi a osinami klásků.